# De Blauwe Schuit (album)
 De blauwe schuit is het achtste studioalbum van de Nederlandse band De Dijk, uitgebracht op 24 september 1994. De single van dit album, Als ze er niet is, bereikt de allerhoogste regionen van de hitparade en is de grootste hit.
Bij een aantal nummers zijn blaasinstrumenten te horen gespeeld door de Hot Haarlemmer Dijk Horns, bestaande uit:
- Tenor, baritonsax, klarinet – Roland Brunt
- Trompet – Mike Boot
- Trombone, tuba – David Rothschild

## Hoes
De titel van het album verwijst naar het uit de middeleeuwen afkomstige karreschip (carrus navalis) De Blauwe Schuit dat in verband wordt gebracht met ironie, omkering en het Carnaval. In het afsluitende nummer, De schuyt, wordt een relatie gelegd met het onderwerp van de albumtitel. De hoes is een ontwerp van bandlid Nico Arzbach. Hierop is een afbeelding afkomstig van een gravure van het narrenschip verwerkt, dat in verband wordt gebracht met De Blauwe Schuit.

## Nummers
| Nr. | Titel                      | Schrijver(s)                                          | Duur |
| --- | -------------------------- | ----------------------------------------------------- | ---- |
| 1.  | De vonk                    | Hans van der Lubbe, Antonie Broek, Huub van der Lubbe | 5:25 |
| 2.  | Als ze er niet is          | Hans van der Lubbe, Huub van der Lubbe                | 3:31 |
| 3.  | Wie het niet weet          | Pim Kops, Antonie Broek, Huub van der Lubbe           | 4:03 |
| 4.  | Slechte gewoontes          | Hans van der Lubbe, Antonie Broek, Huub van der Lubbe | 4:35 |
| 5.  | Gaat deze trein nog terug? | Hans van der Lubbe, Huub van der Lubbe                | 4:58 |
| 6.  | Vroeger laat               | Nico Arzbach, Antonie Broek, Huub van der Lubbe       | 4:32 |
| 7.  | Laaiend vuur               | Huub van der Lubbe, Antonie Broek                     | 4:19 |
| 8.  | Amsterdam                  | Jacques Brel (Vertaling: Ernst van Altena)            | 3:20 |
| 9.  | Merk je het niet           | Huub van der Lubbe                                    | 5:19 |
| 10. | Man op de radio            | Nico Arzbach, Huub van der Lubbe                      | 5:03 |
| 11. | De schuyt                  | Pim Kops, Huub van der Lubbe                          | 4:20 |